# Naupacto
Naupacto (en latín, Naupactus; en griego, Ναύπακτος, Náfpaktos), conocido también como Lepanto, es un municipio y una ciudad de Grecia. Forma parte de la unidad periférica de Etolia-Acarnania, en la costa norte del estrecho que separa el golfo de Patras del golfo de Corinto. En el año 2011 el municipio tenía 27 800 habitantes. La ciudad, que contaba en 2011 con 13 415 habitantes, está situada al pie del Monte Rigani, de 1472 metros. Estuvo rodeada por una muralla y aún conserva su ciudadela veneciana y su puerto, a su vez protegido por varias torres de la muralla.

## Historia

### Época Clásica

Mapa de la zona de Grecia central donde se ubican algunas de las principales ciudades de la antigua Lócride. Naupacto se ubicaba en la Lócride Ozolia.

Antiguamente poseía el mejor puerto de la costa septentrional del golfo de Corinto, cuya entrada dominaba. El origen de su nombre se debe a que un heráclida había obtenido en este lugar una flota antes de cruzar el Peloponeso, o porque había sido un lugar empleado para construir naves, por lo que Naupacto se habría originado a partir de naûs (nave) y pēgnymi (construir). Del nombre de la ciudad debió derivar el poema conocido como Naupactias, que algunos atribuían a Cárcino de Naupacto. De este poema únicamente se conservan escasos fragmentos y narraba entre otros eventos, la historia de los Argonautas.
Estaba situada muy próxima a Eantea, hacia el oeste, frente a Patras.
Después de las guerras médicas cayó en manos de los atenienses que establecieron ahí a los mesenios expulsados de Itome por los espartanos al final de la tercera guerra mesenia en 455 a. C.
Durante la guerra del Peloponeso fue cuartel general de la flota ateniense en la Grecia occidental. La flota ateniense, dirigida por el almirante Formión, derrotó a los lacedemonios en Naupacto en 429 a. C. En el año 426 a. C. los mesenios de Naupacto, que sufrían saqueos de los etolios, convencieron al general ateniense Demóstenes para que atacara el interior de Etolia. Demóstenes salió de Naupacto con una fuerza considerable, pero ya en el interior de Etolia fue derrotado en Egitio. Los etolios, entonces aliados con los espartanos que habían enviado un ejército dirigido por Euríloco, atacaron Naupacto, que Demóstenes pudo defender con ayuda de los acarnanios. Después los etolios no participaron más en la guerra, si bien algunos mercenarios combatieron con los atenienses en Sicilia.
Después de la batalla de Egospótamos, los mesenios fueron expulsados y fue recuperada por los locrios (404 a. C.), pero por poco tiempo, ya que Naupacto pasó a poder de los aqueos hasta que estos fueron expulsados por los tebanos comandados por Epaminondas en 367 a. C. Dionisio I de Siracusa, en 395 a. C., con los exiliados de Mesenia expulsados por los espartanos de Naupacto, Zante y el Peloponeso al final de la guerra del Peloponeso, fundó Tíndaris. 
En 338 a. C. la ocupó Filipo II de Macedonia que la cedió a la Liga Etolia. Permaneció en manos de la liga que la defendió durante dos meses del ataque de los romanos en 191 a. C.. Ocupada por los romanos, fue incorporada a la Lócrida Ozolia.
La ciudad tenía un templo dedicado a Apolo, otro a Poseidón, uno dedicado a Artemisa, una cueva sagrada de Afrodita y un templo dedicado a Asclepio, en ruinas ya en tiempos de Pausanias.
Fue destruida por un terremoto en tiempos de Justiniano (553) y reconstruida más tarde. Nuevamente fue destruida por un terremoto en el siglo VIII y reconstruida otra vez; durante este período, bajo dominación bizantina, llevó el nombre de Eplaklos.

### Edad Media y era moderna
Pasó a Venecia en 1407, que le cambió el nombre a Lepanto. Los venecianos la fortificaron y en 1477 resistió un asedio de los otomanos que duró cuatro meses; pero en 1499 fue conquistada finalmente por Bayaceto II. 
El 7 de octubre de 1571 fue escenario de la llamada batalla de Lepanto, en la que combatió el escritor español Miguel de Cervantes, y en su homenaje existe una estatua en la ciudad. En esta combatieron la Liga Santa y las tropas de Selim II, resultando vencedores los primeros, y que significó el fin de la hegemonía de los turcos en el Mar Mediterráneo. En 1678 los venecianos la reconquistaron, pero la hubieron de devolver a los otomanos en virtud del Tratado de Karlowitz de 1699. En 1830 fue reconocida como parte de la Grecia independiente.

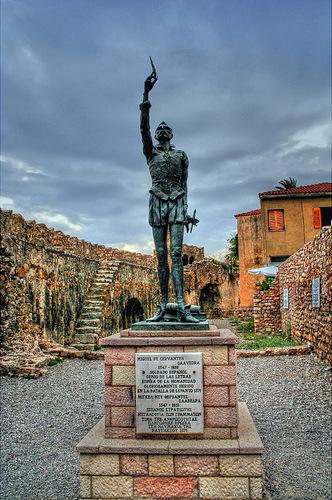
Estatua de Miguel de Cervantes en Naupacto

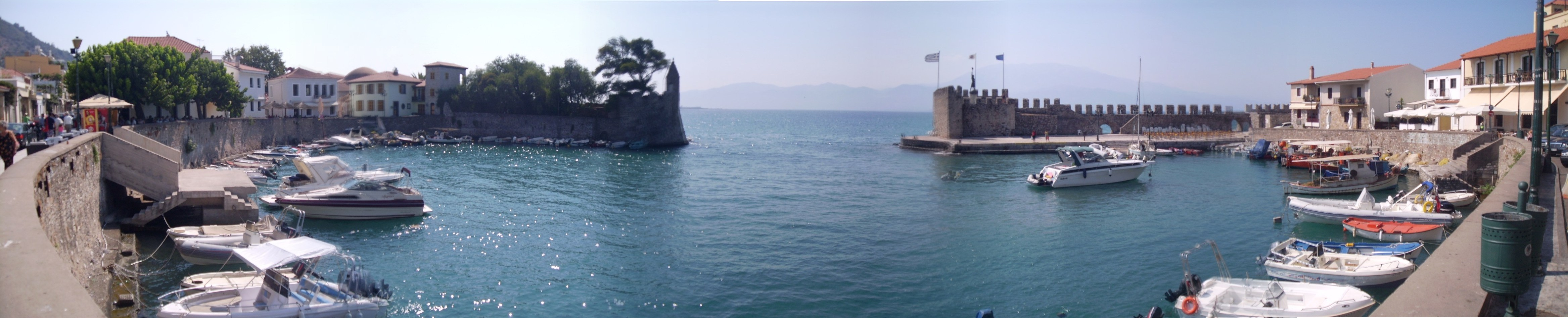
Puerto de Lepanto.